# 思茅藤
思茅藤（学名：Epigynum auritum）是夹竹桃科思茅藤属的植物，为中国的特有植物。分布在中国大陆的云南等地，生长于海拔700米至1,300米的地区，多生在山地杂木林中和攀援树上，目前尚未由人工引种栽培。

## 异名
- Trachelospermum auritum Schneid.